# Eubrianax albomaculatus
Eubrianax albomaculatus is een keversoort uit de familie keikevers (Psephenidae). De wetenschappelijke naam van de soort werd in 1926 gepubliceerd door Maurice Pic.